# Oblast de Kalouga
L'oblast de Kalouga (en russe : Калу́жская о́бласть, Kaloujskaïa oblast) est une division administrative de la fédération de Russie. Il fait partie du district fédéral central. Son centre administratif est la ville de Kalouga.
Au XIVe siècle, une partie de terres de la ville de la région de Kalouga se trouvait sous la domination de Moscou ; la première mention de Kalouga date de ce même siècle. De 1796 à 1929, le gouvernement de Kalouga a été une division administrative indépendante, faisant partie de l’Empire de Russie et de la République socialiste fédérative soviétique de Russie (RSFSR). L'oblast de Kalouga est institué en 1944.

## Géographie
L'oblast de Kalouga est situé au centre de la plaine d'Europe orientale. Son territoire, d’une superficie de 29 777 km2, s’étend entre le plateau central de Russie (d’une altitude moyenne de 200 à 275 m au sud-est de la région), plateau de Smolensk-Moscou et la vallée de Dniepr et de Desna. L’oblast est densément boisé et couvert de plaines et champs avec une flore et une faune très variés. Le plateau de Bariatin et Soukhinitchi est au centre de l'oblast. La serre Spas-Demiansk est caractéristique pour l’ouest dans les limites de l’ancienne plaine glaciaire.
Un sandur d’une altitude moyenne de 200 m est situé au sud de la serre, qui entre dans la Polésie de Briansk-Jisdrinsky. Il y a un dépôt morainique au nord-est de l'oblast avec des terrasses de kame.
Les routes internationales automobiles et ferroviaires importantes passent par le territoire de l'oblast : Moscou-Kalouga Briansk-Kiev-Lvov-Varsovie.
L'oblast de Kalouga est limitrophe des oblasts de Briansk, de Smolensk, de Moscou, de Toula, d'Orel, et de la ville de Moscou (depuis le 1er juillet 2012).
L'oblast comporte 303 communes municipales, dont 24 districts, 2 districts urbains, 26 communes urbaines et 251 communes rurales. Le district Oulianovski est le plus important par sa superficie, tandis que le plus petit est le district Tarousski.
Les villes de l'oblast de Kalouga sont Kalouga, Balabanovo, Beloussovo, Borovsk, Ermolino, Jizdra, Joukov, Kirov, Kozelsk, Kondrovo, Kremenki, Lioudinovo, Maloïaroslavets, Medyne, Mechtchovsk, Mosalsk, Obninsk, Sossenski, Spas-Demensk, Soukhinitchi, Taroussa, Ioukhnov.

### Relief, géologie et minéraux
Le relief moderne de l’oblast de Kalouga suit le relief préglaciaire : il a un caractère vallonné, avec multiples vallées et ravines. Il y a des lacs d’origine glaciaire comme le lac de Bezdon – le plus profond de l’Oblast.
La région s’étend entre le plateau central de Russie et le plateau de Smolensk-Moscou. On y trouve des plateaux bas d’une altitude jusqu’à 200 m et des plateaux élevés d’une altitude de plus de 200 m. Le plateau central de Russie occupe le sud-est de la région et la serre Spas-Demensk est située au nord-ouest. Ces plateaux sont séparés par la dépression de l’Ougra et de la Protva. La Polésie de Briansk-Jisdrinsky se trouve à l’extrême sud-ouest et le plateau de Bariatin et Soukhinitchi est situé au centre de la région.
Le point culminant du relief se situe à l’altitude de 279 m dans les limites de la serre Spas-Demensk (Zaitseva Gora), et le point le plus bas se situe dans la vallée de l’Oka à (120 m). Ainsi l’amplitude du relief est de 160 m.
L’oblast de Kalouga se trouve au centre du craton d’Europe orientale. La puissance de la couche supérieure (sédimentaire) varie de 400–500 m au sud jusqu’à 1 000–1 400 m au nord. La plupart de la couche est constituée par des dépôts du Dévonien. Leur apport au sud de la région dépasse 80 % de l’épaisseur de toute couche sédimentaire (à inclure les dépôts du Quaternaire). On peut identifier quatre régions géologiques et économiques sur le territoire de l'oblast de Kalouga : Nord-est, Centrale, Sud et Nord-Ouest.
La valeur spécifique des minéraux de l'oblast de Kalouga dépasse huit millions de roubles par mètre-carré. Il y a 550 gisements identifiés et explorés de minéraux sur le territoire, classés en dix-neuf types de minéraux, 131 gisements souterrains d'eau douce et treize gisements souterrains d'eau minéralisée.
Les minéraux sont représentés par des phosphorites, lignite, pigments minéraux, plâtre, pierres de construction, craie de construction, carbonates pour chaulage et industrie papier, argiles ignifuges et réfractaires, argiles pour la confection de briques et d’argile expansée, argiles tripoléennes pour terre décolorante et gravier thermolite, argiles pour fluide de forage, dépôts de sable et de gravier, sable verrier et de moulage, sable de construction et matériaux silicates, tourbe, sapropèle et eau minérale.
L’oblast a vingt-quatre gisements d’argile avec des réserves industrielles dépassant 220 millions de m3, dont 14 gisements sont actuellement développés. Le banc d’argile ignifuge et céramique d’Oulianovski est un des plus importants de la Russie et n’est pas encore développé par l’industrie. Son apport monte à 16,2 % des réserves des argiles réfractaires du district fédéral central. Si le développement de construction dans le district fédéral central est stable, la demande pour l’argile du gisement d’Oulianovski va dépasser 600-700 milliers de tonnes par an. Le gisement d’Oulianovski a des perspectives de devenir la base principale des matières premières pour l’industrie de la construction et l’industrie des matériaux réfractaires, pas seulement pour l’Oblast de Kalouga.
Les réserves des bancs de lignite au bassin carbonifère de Moscou sont estimées à 1 240 millions de tonnes, y compris : Vorotynskoie (410 millions de tonnes), Severo-Ageevskoie (151 millions de tonnes), Seredeiskoie (150 millions de tonnes), Studenovskoie (103 millions de tonnes) et autres. Malgré la qualité faible de lignite ces bancs sont d’intérêt grâce à la proximité des utilisateurs majeurs. Les réserves des bancs de tourbe sont estimées à 24 millions de tonnes.
Le potentiel de matières premières de l’Oblast peut satisfaire la demande de l’industrie dans les minéraux principaux (pierres de construction, dépôts de sable et de gravier, sable de construction et matériaux silicates, argiles pour la confection de briques et argile expansée). En 2013, 109 licences sont actives sur le territoire de l’Oblast de Kalouga pour de développement des minéraux de construction.

### Flore

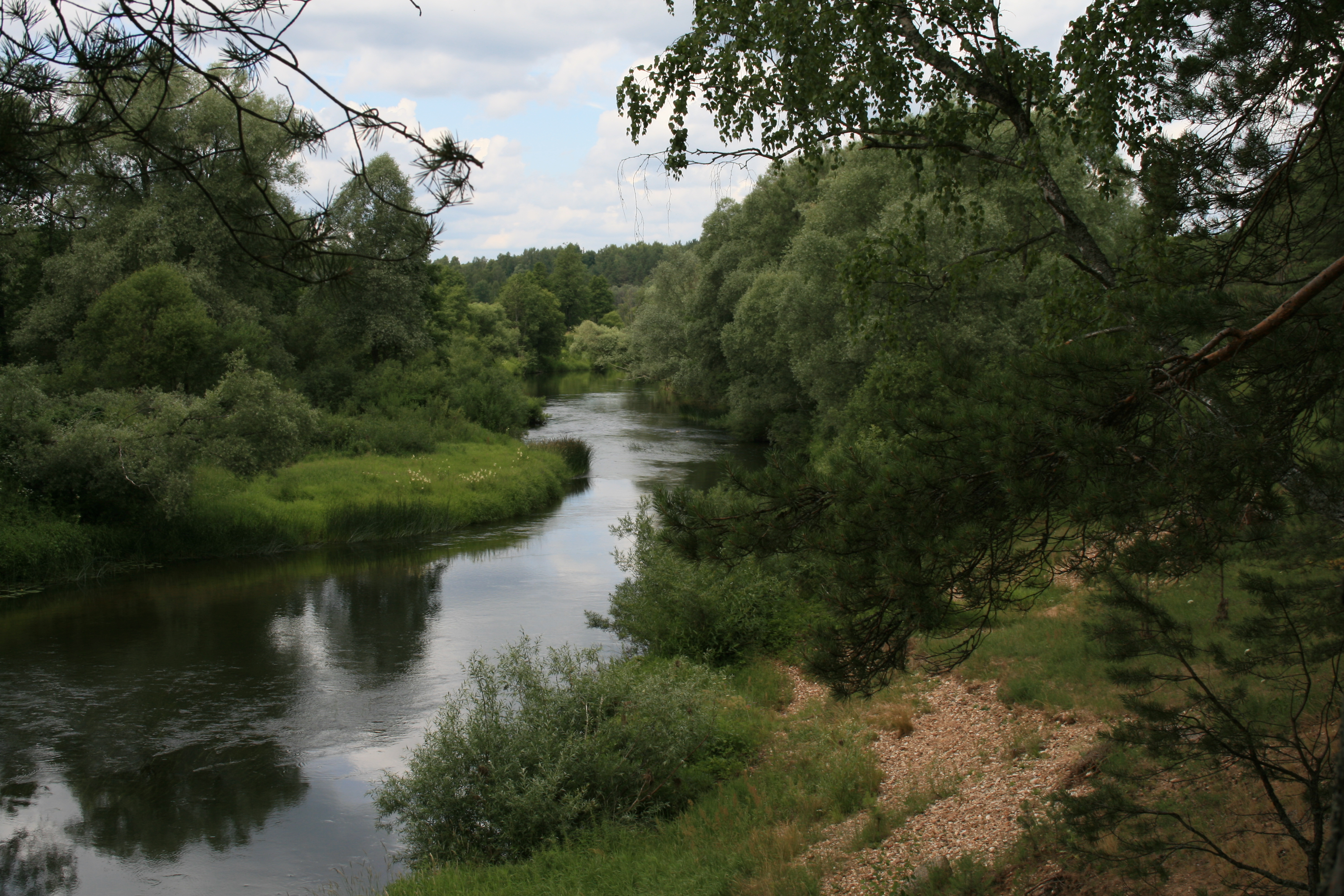
Paysage Kaluga

Des forêts recouvrent 45 % du territoire l'oblast de Kalouga. Les réserves totales de bois sont 269 millions de m3. 30 % est représenté par des forêts de conifères, 67 % par des forêts feuillues. D’après le données de l’année 2013, le total admissible de l’exploitation forestière – 3 136,9 milliers de mètres cubes par an. L’exploitation réelle est au niveau de 30 %. L’accroissement annuel est de 4,8 milliers de mètres cubes.
La zone des forêts inclut deux sous-zones : celle des forêts mixtes conifères-feuillus et celle des forêts de feuillus. Différents types de sapin prédominent dans la sous-zone des forêts mixtes conifères-feuillus. Le niveau des arbres dans ces forêts est représenté par le sapin rouge, le pin, le bouleau, le tremble, le tilleul, le chêne. Dans la sous-zone des forêts feuillues des forêts primaires occupent une surface pas très importante dans l’interfluve des rivières Vytebet, Jizdra et Oka. Le chêne, le tilleul, le frêne, l’orme dominant dans telles forêts.
Par différence avec des forêts conifères ont 7-8 strates. En général, le bouleau et le tremble dominent la deuxième strate, l’érable, le pommier sauvage, le sorbier se trouve à la troisième strate. La strate des broussailles est très développée. Les plantes printanières et des plantes vivaces dominent la strate des plantes.
La flore hors-zone est représentée par les forêts de pin, forêts feuillues fins, par les marécages et les prés. Le pin forme des forêts sur les terrasses alluviales, les vallées fluviales, les marécages de tourbe. Ce sont des bois de pins avec la mousse blanc, avec la mousse vert, avec la sphaigne, des bois de pins mixtes. La strate des arbres des forêts feuillues fins et des forêts mixtes est formé par le bouleau blanc, le bouleau pleurer, le tremble, l’osier, le sapin, le pin et le chêne.

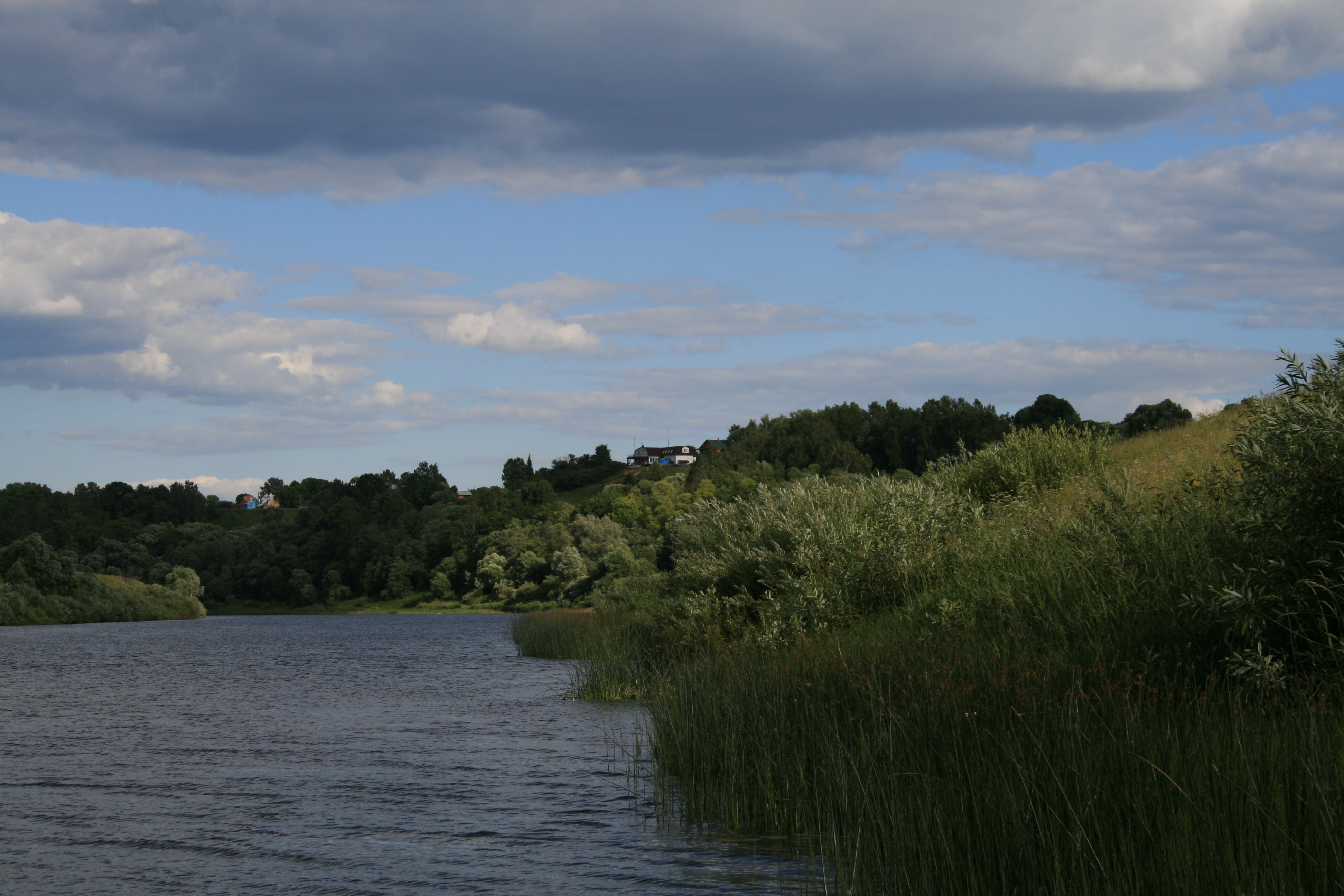
Paysage, région de Kalouga

Des prés sont représentés par les basses prairies et les basses continentales.
Des marécages sont repartis d’une manière irrégulière. Il y a plus de marécages au nord-ouest et à l’ouest (le bassin de la rivière Ougra) et dans la Polésie de Briansk-Jisdrinsky.

### Faune
Plusieurs milliers d’invertébrés et 396 types de vertébrés ont été identifiés pendant deux siècles d’étude de la faune de la région de Kalouga. 132 types de vertébrés sont mentionnés dans le Livre Rouge, parmi eux 36 types protégés par la fédération de Russie.
Parmi les mammifères, on trouve 68 types à inclure : l’ours brun, le lynx, l’élan, le loup, le lièvre variable, l’écureuil. On y trouve aussi des animaux caractéristiques pour la zone des steppes : le hamster, la gerboise, le spermophile, la marmotte. Les dernières décennies les spécialistes ont effectué le relogement des espèces rares. Parmi eux le desman de Moscovie, le castor, le sanglier, le chevreuil, qui s’adaptaient très bien et leur nombre s’est accru. L’adaptation a été effectuée aussi pour des animaux nouveau pour la région : le chien viverrin, le rat musqué, le cerf Sika et le cerf élaphe. Les bisons d’Europe visitent souvent des zones sud de la région, après leur adaptation récente dans le parc national « Polésie de Orel ».
Parmi les habitants des eaux de la région, deux espèces de lamproie, 41 espèces de poissons osseux. Leur variété est lié à la multitude des conditions d’existence. Ainsi, la petite lamproie habite le bassin d’Oka et la lamproie ukrainienne habite la rivière de Desna et ses affluents. Le carassin prussien et doré, la tanche et des autres espèces sont répandus dans les lacs et des étangs. Le repeuplement artificiel est utilisé pour la carpe, la carpe argentée, l’amour blanc et le corégone péled. La brème est très répandue parmi les espèces appréciées. On trouve des espèces rares comme le sterlet, le spirlin et le gobie fluvial, qui sont mentionnés dans le Livre Rouge de Russie.
Le triton crête et le triton commun, le sonneur à feu, le crapaud vert et commun, la grenouille des lacs, des marais, la grenouille muette sont habituels parmi les amphibies.
Des reptiles sont représentés par sept espèces, y compris par des serpents venimeux comme la vipère commune, par des serpents non-venimeux comme la couleuvre et la coronelle. Les lézards sont très répandus comme l’orvet qui est souvent confondu avec des serpents. 
267 espèces d’oiseaux sont enregistrées dans la région, parmi eux 177 espèces nichent dans le pays, 58 sont enregistrées comme survolant, 32 survolant d’une manière irrégulière. La part des oiseaux hivernants a augmenté jusqu’à 93 espèces, ce qui est le résultat de la transformation anthropogénique. Les oiseaux de proie sont les plus répandus dans la réserve « L’abatis de Kalouga » et dans l’interfluve des rivières Vytebet et Resset.
Les espèces les plus répandues parmi les oiseaux d’eau - le col-vert, la mouette rieuse ; parmi les habitants des forêts – le pinson, le pouillot ; des vallées fluviales – l’hirondelle de rivage ; dans les habitats urbains– le pigeon biset, le martinet noir, le corbeau freux, le moineau friquet.

### Protection de la nature et état écologique
D’après le rapport d’État « Protection de la nature et état écologique de la fédération de Russie », qui est publié chaque année par le Ministère de Ressources Naturels et de L’Environnement de Russie, l’Oblast de Kalouga est une des régions les plus écologiques du district fédéral central. D’après le bilan de 2012 parmi 85 villes de la Russie Kalouga entre dans le top-10 par l’état de l’air atmosphérique.
Plusieurs autorités d’État effectuent l’expertise écologique, la standardisation, l’octroi des licences et le contrôle dans la protection de la nature dans la région de Kalouga. Depuis 2008 le système territorial de surveillance écologique est mis en place dans la région. 

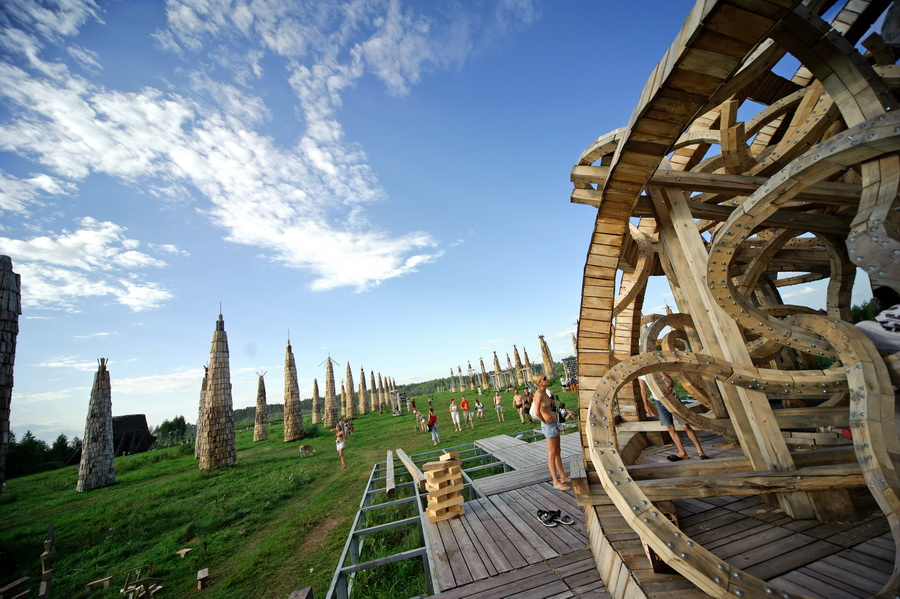
ArchStoyanie

Les données sur la situation écologique sont accessibles au public sur le site officiel de l'oblast de Kalouga.
Le Conseil d’Investissements auprès du gouverneur de l’oblast de Kalouga a pris la décision en 2013 de créer le Parc écologique et technique. Les technologies les plus avancées seront utilisées lors des études du Parc assurant la sécurité écologique. Les taches prioritaires pour l’administration de l’Oblast sont de préserver les eaux contre la pollution, régler les problèmes de conservation et de recyclage des déchets industriels et ménagers, de la sécurité radiologique, des contrôles des émissions.
La part de l'oblast de Kalouga dans les émissions et les décharges totales dans le district fédéral central est minime. L’Oblast est parmi les meilleurs par la neutralisation des contaminants, il est à la troisième place, derrière les oblasts de Briansk et de Belgorod. La plupart des émissions se produit dans Kalouga, Kirov, Obninsk, ludinovo et dans le district Dzerjinski. 
Des régions sud et sud-ouest de l’Oblast ont souffert de conséquence de catastrophe de Tchernobyl. Le monitoring radiologique est effectué dans 9 districts. Les résultats sont conformes à la situation radiologique actuelle. 
Les travaux sont actifs sur le territoire de la région concernant le traitement des métaux ferreux et non ferreux, de verre et du papier. Des technologies propres sont implémentées aux usines de la région. Le triage primaire des déchets est effectué au centre d’enfouissement technique « Polygon » (Obninsk) etc.
Plusieurs implantation écologiques sont créées et sont développés avec succès dans l’Oblast de Kalouga. 
La réserve « l’abatis de Kalouga », le parc national « Ougra », la réserve « Tarousa », le Monument naturel « Bois des pins de Kalouga ».

## Histoire

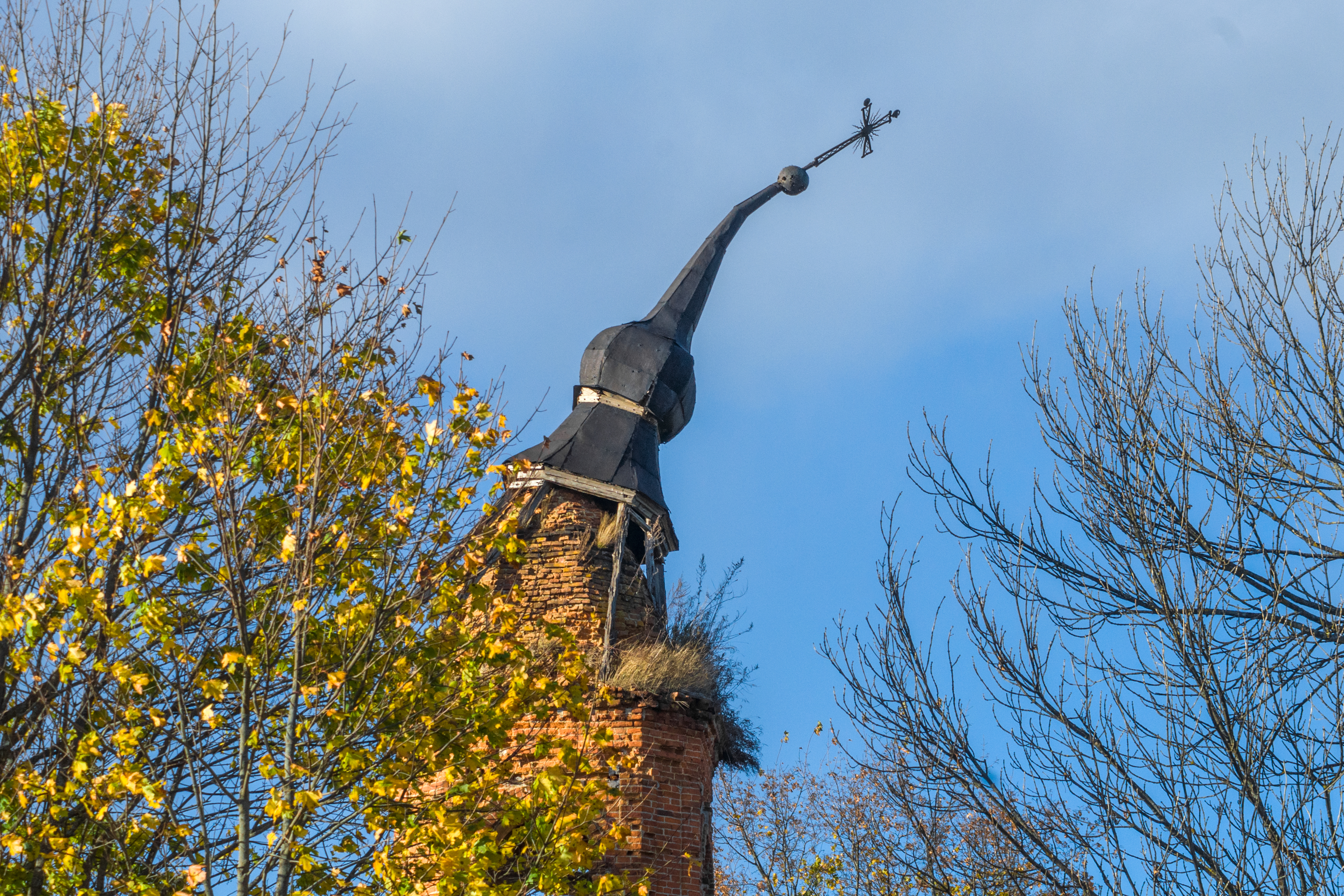
Tour d'horloge en ruine dans le village de Матчино (Козельский район), Козельский район, Oblast de Kalouga. Octobre 2020.

Le territoire de l’oblast de Kalouga serait habité par l’homme depuis la nuit des temps. Les plus anciens sites étudiés par des archéologues remontent au Mésolithique (6-10 millénaire av. J.-C.). Des villes de l’Oblast de Kalouga sont mentionnées pour la première fois au XIIe siècle, notamment elles sont associées avec la guerre féodale entre les descendants de Oleg et de Monomaque (Kozelsk - 1146, Serensk - 1147, Vorotynsk - 1155, Mosalsk - 1231).
Au XIVe siècle la région de Kalouga était le théâtre de confrontations permanentes entre la Lituanie et Moscou. En 1371 Olgierd, prince lituanien, mentionne Kalouga parmi des villes annexées par Moscou dans sa plainte au patriarche de Constantinople Philothée contre Alexis, métropolite de Kiev et de toute la Russie. Par tradition, à l’époque Kalouga était considérée comme citadelle frontalière à protéger la principauté de Moscou contre l’agression de la Lituanie. 
Un évènement important pour toute l’histoire russe, la grande halte sur la rivière Ougra, eut lieu en 1480-1481 dans la région de Kalouga et marqua la fin au joug tatar ainsi que la transformation de la Moscovie en État souverain.
Aux XVIe et XVIIe siècles Kalouga est non seulement la citadelle frontalière, mais aussi le centre de développement actif des métiers et de commerce. Des sources historiques témoignent que l’art du bois sculpté et bijouterie étaient développés dans cette ville riche. 
Après la réunification de la Russie et de l’Ukraine en 1654 Kalouga devient l’intermédiaire commerciale entre Moscou et l’Ukraine, ce qui a contribué au développement économique de la région.
L'impératrice Catherine II par son ordonnance du 24 aout 1776 a établi la province (namestnitchestvo) de Kalouga, qui a unifié la province de Kalouga du gouvernement de Moscou et l’ouiezd de Briansk du gouvernement de Belgorod. Le centre de la province a subi des transformations importantes, le plan d’urbanisme de Kalouga représente jusqu’à maintenant un exemple magnifique de l’art urbain russe de la fin du XVIIIe siècle, début du XIXe siècle. Sous le tsar Paul Ier, en 1796, la province de Kalouga devient le gouvernement de Kalouga.
Vers la fin du XVIIIe siècle et pendant les premiers trente ans du XIXe siècle le gouvernement de Kalouga a connu la stabilité économique. Kalouga continue de jouer un rôle d’intermédiaire commercial entre Moscou, Saint-Pétersbourg, l’Ukraine, la Sibérie, la Pologne et des villes allemandes.
Pendant la Seconde Guerre mondiale les régiments des 10, 16, 33, 43, 49, 50, 61 Armées, 20e brigade blindée, 1re Armée de l’Air, 1er Corps de Cavalerie, l’escadrille Normandie ont participé à la libération de la région de Kalouga des occupants allemands. 
En 1944 par l’Ordre du Soviet Suprême de l’URSS l’oblast de Kalouga a été formé, comprenant 27 districts des oblasts de Smolensk, d’Orel et de Toula. La ville de Kalouga est devenue le centre de l’Oblast.
Après la fin de l’URSS, l’Oblast de Kalouga est devenu sujet de la fédération de Russie. Le 27 mars de 1996 la Charte de l’Oblast de Kalouga a été adoptée et le 6 juin de 1996 la loi de l’Oblast de Kalouga « De l’autonomie de gestion locale dans l’Oblast de Kalouga » a été adoptée.

## Politique et administration

### Divisions administratives

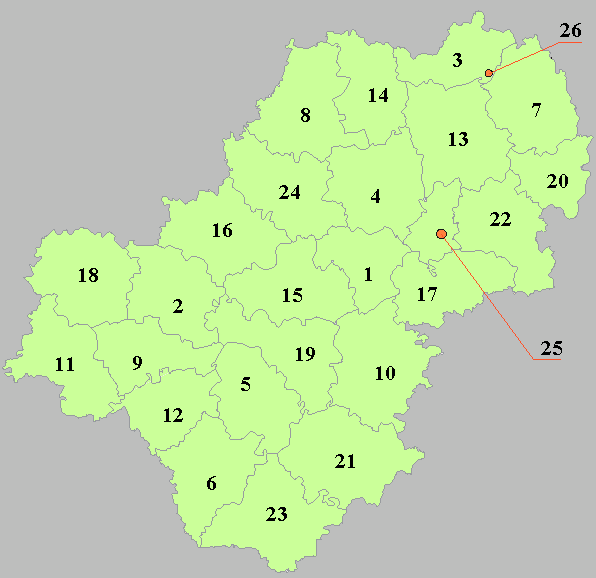
Carte des subdivisions de l'oblast.

L'oblast de Kalouga est divisé du point de vue de la structure administrative-territoriale selon sa charte en :
- 24 raïons ;
- 2 villes d'importance régionale que sont les villes de Kalouga et d'Obninsk.

Du point de vue de la structure municipale, il est divisé en :
- 24 raïons municipaux (ru), comprenant :
  - 26 communes urbaines
  - 252 établissements ruraux
- 2 okrougs urbains

| N° sur la carte                                 | Nom                        | Nom russe                  | Population (2021)          | Superficie (km²)           | Centre administratif       |
| Raïons (raïons municipaux)                      | Raïons (raïons municipaux) | Raïons (raïons municipaux) | Raïons (raïons municipaux) | Raïons (raïons municipaux) | Raïons (raïons municipaux) |
| ----------------------------------------------- | -------------------------- | -------------------------- | -------------------------- | -------------------------- | -------------------------- |
| 1                                               | Raïon de Babynino          | Бабынинский                | 20 991                     | 846.6                      | Babynino                   |
| 2                                               | Raïon de Baryatino         | Барятинский                | 5383                       | 1110.3                     | Baryatino                  |
| 3                                               | Raïon de Borovsk           | Боровский                  | 76 097                     | 759.6                      | Borovsk                    |
| 4                                               | Raïon de Kondrovo          | Дзержинский                | 56 470                     | 1335.9                     | Kondrovo                   |
| 5                                               | Raïon de Douminitchi       | Думиничский                | 13 499                     | 1 173,9                    | Douminitchi                |
| 6                                               | Raïon de Jizdra            | Жиздринский                | 10 089                     | 1281.7                     | Jizdra                     |
| 7                                               | Raïon de Joukov            | Жуковский                  | 62 370                     | 1268.2                     | Joukov                     |
| 8                                               | Raïon d'Iznovski           | Износковский               | 6422                       | 1333.8                     | Iznoski                    |
| 9                                               | Raïon de Kirov             | Кировский                  | 38 364                     | 1000.4                     | Kirov                      |
| 10                                              | Raïon de Kozelsk           | Козельский                 | 38 596                     | 1522.7                     | Kozelsk                    |
| 11                                              | Raïon de Betlitsa          | Куйбышевский               | 7451                       | 1243.0                     | Betlitsa                   |
| 12                                              | Raïon de Lioudinovo        | Людиновский                | 39 213                     | 954.5                      | Lioudinovo                 |
| 13                                              | Raïon de Maloïaroslavets   | Малоярославецкий           | 68 702                     | 1547.2                     | Maloïaroslavets            |
| 14                                              | Raïon de Medyne            | Медынский                  | 12 493                     | 1 148,4                    | Medyn                      |
| 15                                              | Raïon de Mechtchovsk       | Мещовский                  | 11 529                     | 1237.7                     | Mechtchovsk                |
| 16                                              | Raïon de Mossalsk          | Мосальский                 | 9131                       | 1320.4                     | Mossalsk                   |
| 17                                              | Raïon de Peremychl         | Перемышльский              | 14 422                     | 1 156,0                    | Peremychl                  |
| 18                                              | Raïon de Spas-Demensk      | Спас-Деменский             | 7369                       | 1369.0                     | Spas-Demensk               |
| 19                                              | Raïon de Soukhinithci      | Сухиничский                | 22 959                     | 1232.7                     | Soukhinitchi               |
| 20                                              | Raïon de Taroussa          | Тарусский                  | 16 603                     | 714.6                      | Taroussa                   |
| 21                                              | Raïon d'Oulianovo          | Ульяновский                | 7058                       | 1655.9                     | Oulianovo                  |
| 22                                              | Raïon de Ferzikovo         | Ферзиковский               | 17 557                     | 1249.9                     | Ferzikovo                  |
| 23                                              | Raïon de Khvastovitch      | Хвастовичский              | 9888                       | 1413.3                     | Khvastovitch               |
| 24                                              | Raïon de Ioukhnov          | Юхновский                  | 12 912                     | 1332.5                     | Ioukhnov                   |
| Okrougs urbains (Villes d'importance régionale) |                            |                            |                            |                            |                            |
| 29                                              | Kalouga                    | Калуга                     | 358 960                    | 542.7                      | Tchita                     |
| 30                                              | Obninsk                    | Обнинск                    | 125 376                    | 43,0                       | Chelopougino               |

### Principales villes
| 1  | Kalouga         | 337 058 |
| 2  | Obninsk         | 125 376 |
| 3  | Lioudinovo      | 35 874  |
| 4  | Kirov           | 28 097  |
| 5  | Maloïaroslavets | 41 836  |
| 6  | Balabanovo      | 29 029  |
| 7  | Kozelsk         | 16 759  |
| 8  | Kondrovo        | 15 734  |
| 9  | Soukhinitchi    | 14 806  |
| 10 | Joukov          | 16 224  |

## Population et société

### Démographie
Recensements (*) ou estimations de la population de l'oblast :
| 1959    | 1970    | 1979      | 1989      | 2002      |
| ------- | ------- | --------- | --------- | --------- |
| 935 852 | 994 876 | 1 006 973 | 1 066 833 | 1 041 641 |

| 2010      | 2013      | 2016      | 2021      | - |
| --------- | --------- | --------- | --------- | - |
| 1 011 608 | 1 005 585 | 1 009 772 | 1 069 904 | - |

| Année | Fécondité | Fécondité urbaine | Fécondité rurale |
| ----- | --------- | ----------------- | ---------------- |
| 1990  | 1,78      | 1,65              | 2,19             |
| 1991  | 1,61      | 1,49              | 2,03             |
| 1992  | 1,42      | 1,32              | 1,81             |
| 1993  | 1,24      | 1,15              | 1,59             |
| 1994  | 1,28      | 1,21              | 1,51             |
| 1995  | 1,23      | 1,15              | 1,51             |
| 1996  | 1,12      | 1,04              | 1,42             |
| 1997  | 1,11      | 1,03              | 1,40             |
| 1998  | 1,13      | 1,06              | 1,39             |
| 1999  | 1,05      | 0,98              | 1,31             |
| 2000  | 1,09      | 1,04              | 1,27             |
| 2001  | 1,16      | 1,09              | 1,43             |
| 2002  | 1,20      | 1,16              | 1,38             |
| 2003  | 1,23      | 1,18              | 1,45             |
| 2004  | 1,28      | 1,20              | 1,54             |
| 2005  | 1,21      | 1,16              | 1,37             |
| 2006  | 1,23      | 1,19              | 1,38             |
| 2007  | 1,34      | 1,29              | 1,49             |
| 2008  | 1,39      | 1,34              | 1,51             |
| 2009  | 1,39      | 1,32              | 1,60             |
| 2010  | 1,48      | 1,42              | 1,67             |
| 2011  | 1,49      | 1,45              | 1,64             |
| 2012  | 1,62      | 1,56              | 1,85             |
| 2013  | 1,64      | 1,58              | 1,87             |
| 2014  | 1,69      | 1,62              | 1,94             |
| 2015  | 1,84      | 1,87              | 1,72             |
| 2016  | 1,78      | 1,82              | 1,64             |
| 2017  | 1,64      | 1,68              | 1,49             |
| 2018  | 1,60      | 1,63              | 1,48             |
| 2019  | 1,43      | 1,47              | 1,31             |

### Nationalités
Suivant les résultats du recensement de 2002, l'oblast était composé de Russes (93,47 %), d'Ukrainiens (2,22 %), d'Arméniens (0,68 %), de Biélorusses (0,63 %), de Tatars (0,41 %), de Roms (0,3 %), d'Azéris (0,29 %), d'Allemands (0,15 %), de Moldaves (0,14 %), de Mordves (0,13 %), de Tchouvaches (0,1 %) et de Géorgiens (0,1 %).

## Économie
L’oblast de Kalouga est l’une des régions russes les plus développées. La région s’installe en position de leader par son accroissement industriel, par les investissements per capita, par augmentation des revenus disponibles de la population et par le niveau annuel des technologies modernes mis en production. L’administration de haute qualité, la politique intelligente d’investissements et le programme de patronage des industries traditionnelles professionnellement conçu sont à la base de cet accroissement. L’installation dans des parcs industriels et dans la zone économique spécialisée «Kalouga», les bénéfices fiscaux et l’appui des instituts de développement garantissent le régime le plus favorable pour tout business.
Les compagnies internationales majeures Volkswagen, Volvo, Peugeot, Citroën, Mitsubishi, GE, Samsung, Continental, Berlin-Chemie/Menarini, Novo Nordisk, STADA CIS et autres mettent en œuvre leurs projets ici. Des entreprises représentants les secteurs d’économie traditionnelles – fabricants des générateurs à turbines, des turbines motrice, matériel ferroviaire, matériaux de construction, électronique, optique et plusieurs autres matériels sont en développement actif. Des productions de hautes technologies apparaissent, visant des recherches et développements dans des domaines différents allant des technologies nucléaires, aviation et aéronautique jusqu’à la nano-mécanique et le traitement de l’eau.
Suivant le bilan 2015, l’oblast de Kalouga occupe : 
- 2e place dans la Notation Nationale du climat d’investissement dans des parties prenantes de la fédération de Russie dans la dénomination « Appui pour les petites et moyennes entreprises » .
- 1re place dans le district fédéral central et 2e place dans la fédération de Russie par le volume des produits livrés des productions de transformation per capita ;
- 1re place dans le district fédéral central et 12e place dans la fédération de Russie par le volume de la production industrielle per capita ;
- 1re place dans la fédération de Russie par le taux de naissance. Le plus haut niveau de naissance a été enregistré en 2015 pour les derniers 26 ans.
- 4e place dans le district fédéral central et 9e place dans la fédération de Russie par le volume de construction de logement par millier d’habitants.
- 2e place dans le district fédéral central et 16e place dans la fédération de Russie par le volume des travaux effectués per capita dans le domaine de construction;
- 1re place – parc paysager Nikola-Lenivets dans la dénomination «Meilleur site pour le développement du tourisme d’événement – zones de nature et de récréation» (Russian Event Awards);
- 1re place – centre d’information touristique régional Région de Kaluga dans la dénomination «Meilleur centre d’information touristique – centre d’information touristique régional» (Russian Event Awards);

Le volume des investissements dans la production industrielle pour la période 2006 – 2015 – 452.8 milliards Roubles (d’après les accords d’investissement). 86 nouveaux entreprises ont été ouverts pendant cette période, y compris 9 entreprises ouverts en 2015. En total 155 projets d’investissement sont mises en place dans la région. 18 accords d’investissement ont été ajoutés au portefeuille d’investissement en 2015.

### Industrie
La politique économique adoptée par l’oblast de Kalouga a modifié la structure industrielle et a créé les conditions pour les hautes technologies.  2,747 entreprises différentes se sont installées dans la région. Elles produisent presque 40 % du Produit Régional Brut et assurent plus que moitié des recettes fiscales régionales. Plus que tiers de la population travaille dans l’industrie.
L’ensemble de constructions mécaniques fait historiquement la base de l’industrie de la région. Depuis 2006 le volume de la production industrielle dans la région de Kalouga a augmenté de deux fois et demie.
- 129,9 % — Croissance de la production des produits en caoutchouc et en matières plastiques
- 121,2 % — Croissance de la production des produits minéraux non-métalliques;
- 107,6 % — Croissance de la production des produits pharmaceutiques;
- 109 % — Croissance de la production des produits alimentaires, y compris des boissons et tabac;
- 114,3 % — Croissance de la production métallurgique.

La structure des productions de transformation - 2015 (%)

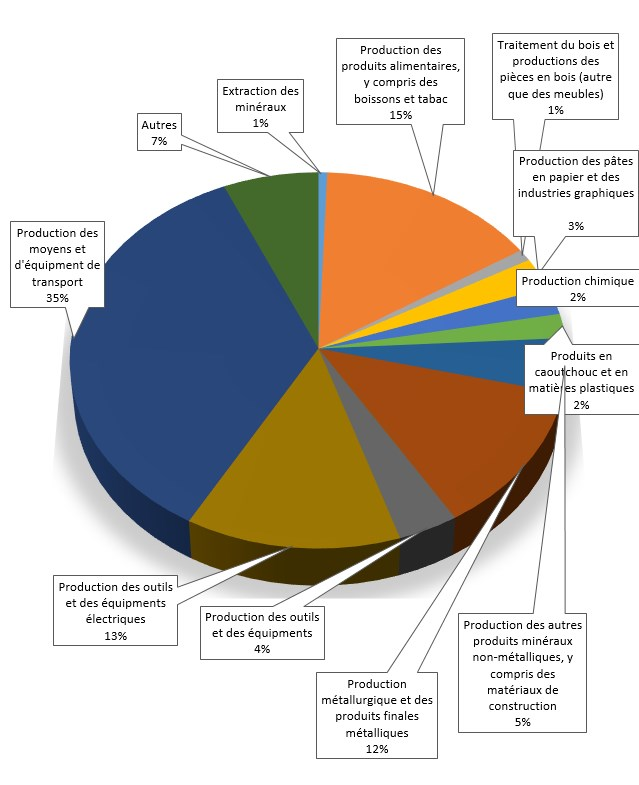
La structure des productions de transformation 2015.

Évolution de croissance industrielle (milliards de roubles)
- 2006 — 78.2
- 2007 — 100.2
- 2008 — 162.9
- 2009 — 173.3
- 2010 — 275.5
- 2011 — 372.5
- 2012 — 438.8
- 2013 — 470.4
- 2014 — 478.1
- 2015 — 496.3

#### Les constructions mécaniques et le travail des métaux
Les constructions mécaniques et le travail des métaux font la base de la production industrielle de l’oblast de Kalouga. Un trait particulier de l’ensemble de constructions mécaniques de l’oblast de Kalouga est une large diversification de produits finis:
- les automobiles légères et les camions (la société à responsabilité limitée «Volkswagen Group Rus», la société à responsabilité limitée «PSMA Rus», la société anonyme de type fermé « Volvo Vostok ») ;
- l’équipement électrique pour les moyens de transport (la société anonyme de type ouvert «KZAE», la société anonyme de type ouvert « Avtoelektronika », la société à responsabilité limitée « Continental Automotive Systems Rus ») ;
- Barres d’armature, fer cornier, poutres à caisson (la société à responsabilité limitée « NLMK-Kaluga ») ;
- les turbines et les turbogénératrices (la société anonyme de type ouvert «KTZ»);
- les propulseurs à turbine à gaz et les blocs motorisés (la société anonyme de type ouvert « KADVI » ;
- les postes de télévision et les lave-linge ménagers (la société à responsabilité limitée «Samsung Electronics Rus Kalouga»);
- le matériel de communication radioélectronique et de commutation, les moyens de liaisons à destination spéciale (la société anonyme de type ouvert « Kalougapribor », la société anonyme de type ouvert «KEMZ», la société anonyme de type ouvert «KNIITMU»);
- les pièces pour l’ensemble de l’industrie de défense (la société anonyme de type ouvert «Taifun», la société anonyme de type ouvert « ONPP Technologie », la société anonyme de type ouvert « KNIRTI », la société anonyme de type ouvert « KZRTA », la société anonyme de type ouvert « KZTA »);
- les ampoules électroniques et les pièces du matériel quantique (la société anonyme de type ouvert « Voskhod-KRLZ »);
- l’équipement et le matériel pour les centrales nucléaires et pour les usines de production radiochimique (la société anonyme de type ouvert « PZ Signal »);
- les locomotives diesel, les machines et l’équipement motorisé pour l’entretien et l’exploitation des voies ferroviaires (la société anonyme de type ouvert «LTZ», la société anonyme de type ouvert « Kalougapoutmach », la société anonyme de type ouvert « KZ «Rempoutmach», la société anonyme de type ouvert «Kalougatransmach») ;
- les instruments de mesure (la société anonyme de type fermé «NPO Prompribor», la société à responsabilité limitée «NPP Metra») ;
- les housses d’évacuation d’air pour la cuisine (la société anonyme de type ouvert «Elmat») ;
- les tubes en acier, le profil d’aluminium, les serres (la société à responsabilité limitée «Agrisovgaz»);
- les constructions métalliques et les bâtiments en panneaux sandwich (la société à responsabilité limitée «Ruukki Rus») ;
- les pièces en fonte, acier, métaux non ferreux (la société anonyme de type fermé «Krontif-Centre», la société anonyme de type ouvert «L’Usine Kirovsky», la société anonyme de type ouvert «Spetzlit») ;
- la produits de câbles (la société anonyme de type fermé « L’Usine Lyudinovokabel », la société anonyme de type fermé « Transvok »).

#### L’industrie chimique
La direction perspective dans le développement de l’ensemble industriel de l’oblast de Kalouga est l’industrie chimique, particulièrement, la pharmaceutique. Dans la « Stratégie du développement de l’industrie pharmaceutique de la fédération de Russie pour la période jusqu’à 2020 », l’oblast de Kalouga est déterminé en tant qu’une collectivité régionale, membre de la fédération de Russie, où la combinaison de l’ensemble des centres de recherche scientifique, de formation et de production est la plus efficace pour le développement du secteur pharmaceutique.
Le cluster pharmaceutique est en création dans l’oblast de Kalouga, dont la base est constituée par les entreprises élaborant les idées scientifiques et mettant en œuvre de nouvelles technologies. 33 sociétés pharmaceutiques font partie du cluster. Les plus grandes sociétés pharmaceutiques étrangères sont devenues les partenaires d’affaires de la région. La ville d’Obninsk – la première ville scientifique de Russie – est devenue le centre de recherche scientifique.
La production des médicaments finis :
- «Chemopharm» (le groupe de sociétés STADA, L’Allemagne) fonctionne dans l’oblast de Kalouga à partir de 2007. L’entreprise est devenue le premier exportateur de médicaments de la Russie non seulement en Europe, mais aussi aux États-Unis;
- «Berlin-Chemi/Menarini», GK Menarini (L’Italie);
- «Novo-Nordisc» (Le Danemark);
- «Niarmedic Plus» (La Russie);
- «Astra Zeneka» (La Suède – La Grande-Bretagne). La production pilote des substances pharmaceutiques et la définition des technologies en pharmaceutique biologique.
- La Société chimique et pharmaceutique à responsabilité limitée «BION»;
- La Société à responsabilité limitée «La Société de recherche scientifique et de production «Medbiofarm»;
- La Société anonyme de type fermé «MIR-PHARM». Les services de désinfection des substances pharmaceutiques et des médicaments finis, des déchets de la production pharmaceutique des entreprises, faisant partie du cluster biologique et pharmaceutique de Kalouga.
- La Société à responsabilité limitée NPP «Omitex»;

#### L’industrie alimentaire
- La Société à responsabilité limitée « Nestlé Russie » ;
- La Société anonyme de type fermé «Brasserie Moscou-Efes»  (avant  01.10.2013 — «« SABMillerRus ») ;
- La Société anonyme de type ouvert «Le Combinat de boucherie de la ville d’Obninsk»;
- La Société à responsabilité limitée «Invest Alliance»;
- La Société à responsabilité limitée «Tzuegg RUSSIA»;
- « La laiterie de la ville d’Obninsk » — la filiale de la OAO « Wimm-Bill-Dann » ;
- La OAO « MosMedynAgroprom » — la production des produits laitiers.\
- La Société à responsabilité limitée «Agro-Invest», cultivation des l\egumes toutes saisons;
- La Société à responsabilité limitée «F-TRAUT», complex piscicole de cultivation du saumon;
- La Société à responsabilité limitée «Econiva-APC Holding», élevage, élevage laitier, culture des plantes, culture professionnelle des semences;
- La Société à responsabilité limitée «Verniy Put», culture des champignons.

#### L’industrie légère
L’industrie légère de l’oblast de Kalouga regroupe quelque 250 entreprises et organismes de forme de propriété variée, dont 11 sont de grande et moyenne envergure. Les productions principales de l’industrie légère de la région sont représentées par les entreprises de grande envergure, à suivre:
- La Société anonyme de type ouvert «Ermolino», la     production des textiles;
- La Société anonyme de type ouvert «Runo», la     production des textiles;
- La Société anonyme de type ouvert «La confection     Soukhinitchskaya», la production des vêtements;
- La Société à responsabilité limitée «La     confection Lyudinovskaya», la production des vêtements;
- La Société à responsabilité limitée «La     confection Yukhnovskaya», la production des vêtements;
- La Société anonyme de type ouvert «KALITA», la     production des chaussures;
- La Société à responsabilité limitée «Les     chaussures de Kalouga»;
- La Société à responsabilité limitée «Forio», la     production des chaussures.

En diversifiant les économies, l’administration de l’oblast prête une attention particulière au développement des plusieurs branches d’économie. Aujourd’hui les entreprises de l’oblast de Kalouga produisent: le papier, le matériel d’emballage en carton, les plaques en aggloméré de particules et les plaques en aggloméré de fibres, les planches de parquet, la brique, les pièces sanitaires en céramique, les constructions en béton armé, les articles en caoutchouc et en plastique, les tubes, les profils etc.

### Investissements
L’oblast de Kalouga se trouve parmi les leaders qui font recours aux investissements étrangers à l’économie de la région. La stratégie régulière du développement des investissements est bien déterminée dans l’oblast de Kalouga, le climat favorable aux investissements est créé.
Les points clés de la stratégie d’investissements sont l’installation des puissances de production aux parcs industriels et OEZ, de faibles risques d’investissements, les allégements fiscaux et un appui administratif inscrit dans des textes législatifs et réglementaires de la part des autorités publiques et des institutions du développement créés spécialement dans ce but (« La Corporation de développement de l’oblast de Kalouga », « Les Agences du développement régional », « Les Agences du développement d’innovation » et de la « Logistique industrielle ») ).

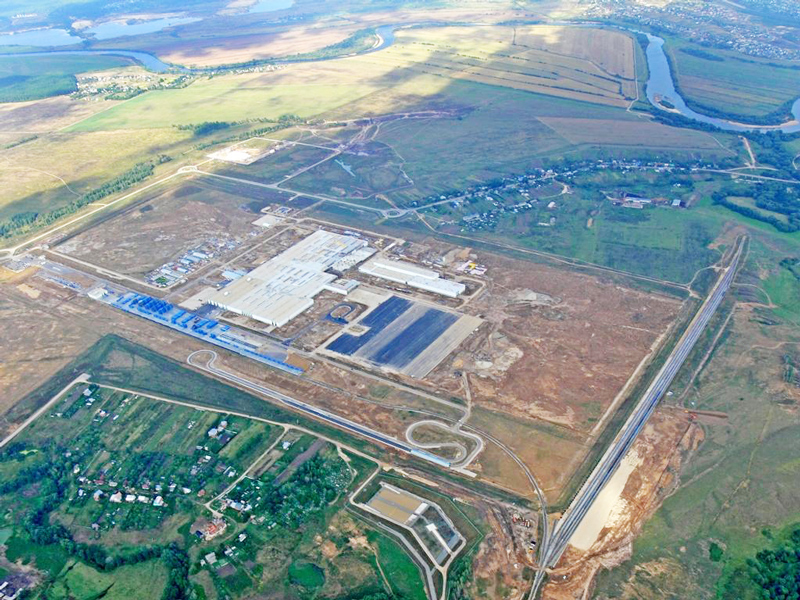
« Rosva » parc industriel

Le fruit principal que l’oblast offre aux investisseurs, c’est le placement de production dans 12 parcs industriels et dans deux sites de l’OEZ. Les projets « А-Parc » e « B-Parc» , proposent les brownfields. En totalité 155 projets d’investissements sont mis en œuvre.
En 2015 9 entreprises industrielles nouvelles ont été ouvertes.
| Société                                                                 | Date d’ouverture                                                        | Date d’ouverture | Date d’ouverture                                            | Spécialisation                                              |
| « Rosva » parc industriel                                               |                                                                         |                  |                                                             |                                                             |
| La société anonyme de type fermé « Complex biotechnologique Rosva »     | La société anonyme de type fermé « Complex biotechnologique Rosva »     | juin             | Complexe de traitement profond du blé                       | Complexe de traitement profond du blé                       |
| OEZ « Kalouga » (Site Lyudinovo)                                        |                                                                         |                  |                                                             |                                                             |
| La Société à responsabilité limitée «Agro-Invest»                       | La Société à responsabilité limitée «Agro-Invest»                       | octobre          | Culture des légumes toutes saisons                          | Culture des légumes toutes saisons                          |
| « Grabtsevo » parc industriel                                           |                                                                         |                  |                                                             |                                                             |
| La Société à responsabilité limitée « Novo Nordisk Production Support » | La Société à responsabilité limitée « Novo Nordisk Production Support » | avril            | Usine de production d’insuline                              | Usine de production d’insuline                              |
| La Société à responsabilité limitée «Volkswagen Group Rus»              | La Société à responsabilité limitée «Volkswagen Group Rus»              | septembre        | Usine de production des engins                              | Usine de production des engins                              |
| « Vorsino » parc industriel                                             |                                                                         |                  |                                                             |                                                             |
| La Société à responsabilité limitée « Omega Liz-Kaluga »                | La Société à responsabilité limitée « Omega Liz-Kaluga »                | mars             | Deuxième section du complexe de production et de logistique | Deuxième section du complexe de production et de logistique |
| La Société à responsabilité limitée « AstraZeneka Industries »          | La Société à responsabilité limitée « AstraZeneka Industries »          | octobre          | Usine pharmaceutique                                        | Usine pharmaceutique                                        |
| La société anonyme de type fermé « Triada-Impex »                       | La société anonyme de type fermé « Triada-Impex »                       | décembre         | Productions des composants spécialisés pour la construction | Productions des composants spécialisés pour la construction |
| « Obninsk » parc industriel                                             |                                                                         |                  |                                                             |                                                             |
| La Société à responsabilité limitée « NIARMEDIC PHARMA »                | La Société à responsabilité limitée « NIARMEDIC PHARMA »                | juin             | Usine pharmaceutique                                        | Usine pharmaceutique                                        |
| Kalouga                                                                 |                                                                         |                  |                                                             |                                                             |
| La Société à responsabilité limitée « SMK » (projet de Cellino S.R.L.)  | La Société à responsabilité limitée « SMK » (projet de Cellino S.R.L.)  | avril            | Production des composants automobile                        | Production des composants automobile                        |

En 2015:
1. 1800 nouvelles places de travail ont été créés.
2. Le volume actuel des investissements dans le cadre des projets d’investissement a été (évaluation) presque 40 milliards de Roubles.
3. 61 projets d’investissement est en étape des négociations.
4. 8 lettres d’intention ont été signées, 18 nouveaux projets d’investissement ont été inclus dans le registre des projets d’investissement de l’oblast de Kalouga.
5. Trois parcs industriels (Grabtsevo, Rosva, Kalouga-Youg) ont été soutenus et seront certifiés en 2016 conformément au Décret du Gouvernement de Russie No.  794.
6. Conjointement avec OEZ SA les travaux ont été effectués pour élargir le territoire de l’OEZ aux dépens des terres du district Borovski de l’oblast de Kalouga.
7. En 2015 trois investisseurs ont été approuvés par le conseil expert du Ministère du développement économique en tant que candidats pour obtenir le statut des résidents de l’OEZ (ООО « EcoDSK Lyudinovo » S.a.r.l., « Vodostop » S.a.r.l., « Usine des crayons Krasin » S.a.r.l. ont obtenu le statut officiel des résidents de l’OEZ en février 2016). Leurs projets seront mis en œuvre en 2016.
8. Un nouveau parc industriel « Meshyovsk » a été créé sur le territoire de 58 hectares du district Meshyovski de l’oblast de Kalouga.

Les clusters automobile, pharmaceutique, logistique et de transport, cluster d’agriculture et IT-cluster sont en développement actif dans l’oblast de Kalouga.

#### Le cluster de production d’automobiles et de composants d’automobiles
Plus de 1 146 000 de voitures ont été produites par les usines de l’oblast de Kalouga entre 2007 et 2015, y compris, 1 127 000 voitures légères et 19 400 camions. Le pourcentage de la production d’automobiles dans le total de la production industrielle d’après le bilan de 2015 a été plus que 33,1 %.
3 usines des producteurs ОЕМ : Volkswagen, PCMA RUS, Volvo
Volkswagen. En février 2016, la 1000000e Volkswagen Polo a quitté la ligne d’assemblage de Volkswagen Group Rus. C’était une Volkswagen Polo Allstars exclusive Copper Orange, muni d’engin à pétrole de production de Kalouga, volume 1.6 litre et capacité de 110 CV.
L’usine a été ouverte à Kalouga en 2007. En octobre 2009 le cycle d’assemblage complet a été lancé. Actuellement[Quand ?], des voitures Volkswagen Polo, Volkswagen Tiguan и ŠKODA Rapid sont produites ici.

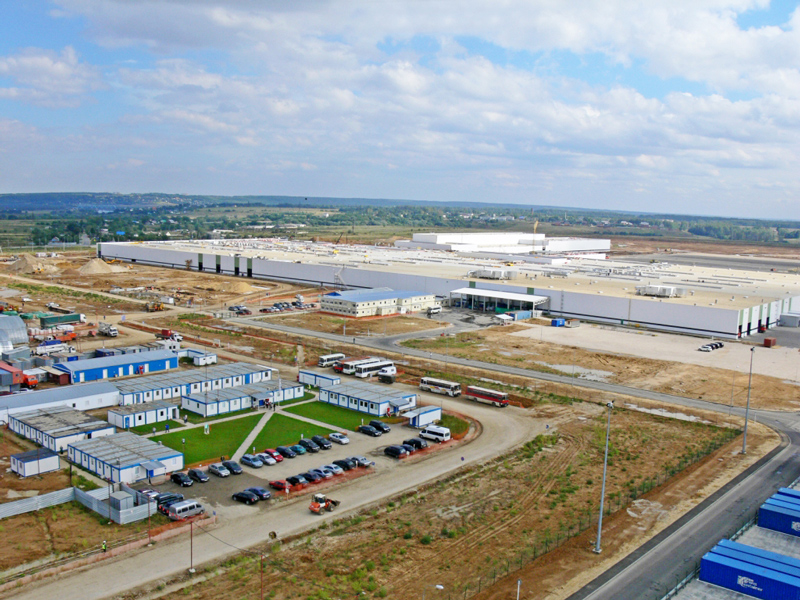
PCMA RUS

PCMA RUS. L’usine est située dans le parc industriel Rosva à Kalouga. Environ 630 millions d'euros d’investissements ont été effectués. Avant, l’usine utilisait l’assemblage SKD, mais depuis 2012 il utilise le cycle d’assemblage complet pour produire la Peugeot 408, et depuis novembre 2012 - Mitsubishi Outlander. En avril 2013 la production de Citroën С4 a été lancée, en juillet — Mitsubishi Pajero Sport. La capacité potentielle de production – 125 000 de voitures par an. 
Malheureusement l'implantation industrielle de PSA s'est révélée un échec patent. Cela n'a pas été le cas de la partie japonaise de l'usine qui a toujours produit des véhicules pour le marché russe.
La partie française n'a pas su trouver ou adapter des produits pour le marché russe et en conséquence l'usine n'a jamais fonctionné à saturation.
La part de marché des véhicules du groupe PSA en Russie est passée de 5% au début du projet en 2008 à moins de 0,5% en 2021.
Sa capacité a d'ailleurs été sérieusement réduite, cassant par la même une grande partie de son potentiel de performance, et libérant des surfaces qui finalement ont été utilisées comme magasin de pièces de rechange pour le groupe sur la Russie.
En 2022, PSA a cessé ses activités sur le site, le mettant en sommeil. 
Il y a eu plusieurs tentatives par PSA de se séparer de cette usine et de la vendre mais en 2022 aucune n'avait abouti.

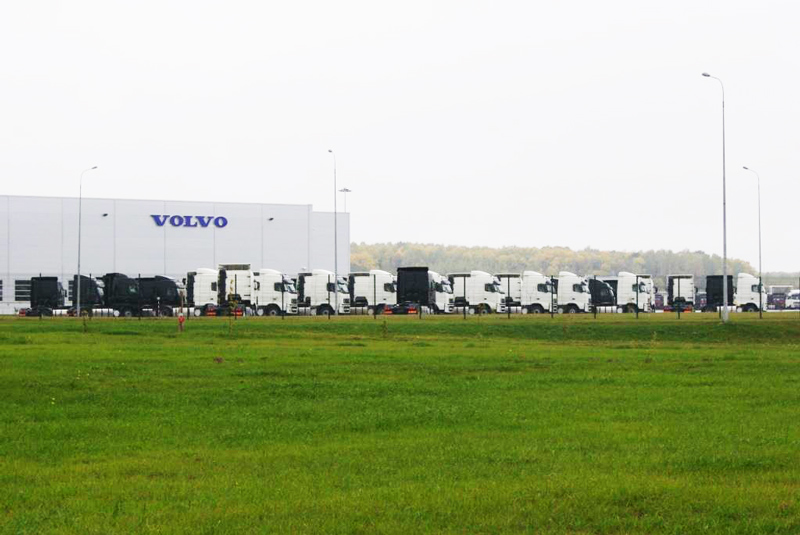
Volvo

Volvo. Plusieurs projets de Volvo Group sont mis en œuvre dans l’oblast de Kalouga (Kalouga-Youg parc industriel): 
- L’usine « VOLVO TRUCKS » produit des camions Volvo et Renault. L’usine est reconnue l’entreprise le plus moderne de Volvo dans le système des usines Volvo Trucks dans le monde entier (évaluation des experts Volvo);
- Volvo Truck Center Калуга – centre de service des camions;
- Le département de douane de Volvo;
- L’usine des excavateurs Volvo Construction Equipment;
- L’usine Volvo Group Cab Factory de production des cabines pour camions Volvo et Renault.

27 entreprises des composants d’automobiles :
- La Société à responsabilité limitée « FUKS OIL » — la production des lubrifiants;
- La Société à responsabilité limitée « Continental Kalouga » — la production des pneus
- ContiTech (filiale de Continental Kalouga S.a.r.l.) – production des systèmes de conditionnement d’air et des systèmes de direction assistés;
- La Société à responsabilité limitée « Continental Automotive Systems Rus » – la production des systèmes électroniques d’automobile;
- La Société à responsabilité limitée « Foresia Automotive Development » — la production des systèmes d’échappement;
- La Société à responsabilité limitée « Foresia Automotive Development » — la production des éléments de l’intérieur;
- La Société anonyme de type fermé « Betzema-Kalouga » — la production de l’équipement amovible pour les camions;
- La Société à responsabilité limitée « Mercator-Kalouga » — la production de l’équipement amovible pour les camions;
- La Société à responsabilité limitée « Guestamp-Severstal Kalouga » — la production des éléments de la carrosserie;
- La Société à responsabilité limitée « Severstal-Gonvarri-Kalouga » — le centre de service de métal;
- La Société anonyme de type fermé « Magna Automotive Rus » – la production des pare-chocs et des modules avant;
- La Société à responsabilité limitée « YaPP Rus Les systèmes d’automobile » — la production des réservoirs de carburant en plastique;
- La Société à responsabilité limitée « Benteler Automotive » – la production des éléments de la suspension;
- La Société à responsabilité limitée « Raydel Automotive Rus » — la production des éléments de l’intérieur;
- La Société à responsabilité limitée « Fuyao Steklo Rus » — la production du verre à automobile;
- La Société à responsabilité limitée « MALE RUS » — le centre logistique et la production des filtres, thermostats, turbochargeurs et des composants d’engin ;
- La Société à responsabilité limitée « KhP Peltzer Rus » — la production de l’isolation acoustique ;
- La Société à responsabilité limitée « Sherdel Kalouga » – la production des carcasses des sièges;
- La Société à responsabilité limitée « Toyota Tsusho Rus »(L’Espagne) — la production des éléments de l’intérieur;
- La Société à responsabilité limitée « Leer » — la production des sièges;
- La Société à responsabilité limitée « CIE-Autocom Kalouga » — la production des essuie-vitres, lave-glace, installation de climatisation ;
- La Société à responsabilité limitée « HT&L Fitting Rus » — l’assemblage des roues d’automobile;
- La Société à responsabilité limitée « Bosal » — la production des systèmes d’échappement;
- La Société à responsabilité limitée « AD Plastic » – la production des éléments d’automobile en plastique.
- La Société à responsabilité limitée « Gervazi Vostok » – la production des caisses pour des camions.
- La Société à responsabilité limitée « SMC » (projet de Cellino S.r.l.) — la production des réservoirs de carburant en plastique pour des camions;
- AIS Automotive Interior Systems GmbH - la production des composants en plastique.

La formation du personnel au format du cluster d’automobile est réalisée par le Centre de formation pour les spécialistes de l’industrie automobile, créé en 2007. Le Centre est complètement équipé en matériel moderne. 100 programmes de formation y ont été mis au point. 30 laboratoires et ateliers ont été créés. Le Centre a déjà formé plus de 12,000 personnes pour les entreprises de l’industrie automobile. La partie importante du travail du centre est la coopération et la définition des projets en commun avec les sociétés fournisseurs de l’équipement et des technologies, ainsi qu’en collaboration avec les organismes de formation européens.
L’infrastructure logistique est développée dans le cadre du cluster automobile de Kalouga, les recherches et les études visant l’amélioration des caractéristiques techniques des produits déjà existants et des ceux qui entrent en service sur le marché automobile sont en plein essor.

#### Le cluster de l’industrie pharmaceutique, des biotechnologies et de la médecine biologique
Le programme du développement du cluster d’innovation du territoire de « L’industrie pharmaceutique, des biotechnologies et de la médecine biologique » a remporté, en 2012, le concours du Ministère du développement économique de la fédération de Russie pour la recherche des programmes-pilotes du développement des clusters d’innovation territoriaux.
« Le noyau » du cluster pharmaceutique est créé sur deux sites :
- Kalouga (les parcs industriels « Grabtzevo » et « А-Parc ») – la base de production ;
- Obninsk (la zone industrielle, le parc technique des hautes technologies « Obninsk », le parc industriel « Vorsino ») – les définitions d’innovation, dont le développement des petites et moyennes entreprises. Le maillon important est la Direction FGBOu « MRNTz » du Ministère de la santé publique et du développement social de la fédération de Russie, à la base duquel le centre fédéral de radiologie médicale d’innovation et des hautes technologies sera créé.

Le développement du cluster pharmaceutique suit trois directions principales :
- la production des produits pharmaceutiques ;
- la production des substances ;
- les recherches dans le domaine de la pharmaceutique, des biotechnologies et de la médecine biologique.

Le bloc de production :
- La Société à responsabilité limitée « Chemopharm » (l’unité de structure de STADA CIS, membre de la société internationale GK STADA AG, L’Allemagne) – la production des médicaments ;
- La Société à responsabilité limitée « Novo Nordisk Production Support » (l’unité Novo Nordisk A/S, le Danemark) – la production de l’insuline;
- La Société à responsabilité limitée « NIARMEDIC PHARMA » (La Russie) – la production des médicaments originaux.
- La Société anonyme de type fermé « Berlin Pharma » (l’unité Berlin-Chemie AG (L’Allemagne), membre du groupe international Menarini Ind (L’Italie) – la production des médicaments en forme solide;
- La Société à responsabilité limitée « AstraZeneka Industries » (l’unité Astra Zeneca Ind (La Grande-Bretagne) – la production des médicaments d’innovation;
- La Société à responsabilité limitée « Sphera-Farm » (La Russie) – la production des solutions médicales pour injections intraveineuses;

Les petites et moyennes entreprises d’innovation (38 sociétés en janvier 2016), visant le développement et la création des nouveaux médicaments biologiques et pharmaceutiques:
- La Société à responsabilité limitée « Mir-Pharm »;
- La Société anonyme de type fermé « La Société chimique et pharmaceutique de la ville d’Obninsk » (La Société anonyme de type fermé « OKhFK »);
- Le groupe de sociétés « Medbiopharm »;
- Le groupe de sociétés « BION »;

Les sociétés du cluster pharmaceutique produisent 109 noms des médicaments. Plus que 80 % de la production du cluster sont des produits finis.
 Les partenaires de réseaux :
- Le Centre scientifique de l’Académie des sciences de Russie à Pouchtchino (« Pouchtchinsky NTz RAN » (la ville de Pouchtchino 9 L’Institut de recherche scientifique de l’Académie des sciences de Russie dans le domaine de la biologie moléculaire, de la biotechnologie et de la médecine biologique) ;
- Le partenariat sans but lucratif « ORKhIMED » (14 Instituts académiques russes orientés vers la chimie et la chimie et la biologie) ;
- La Faculté de la médecine fondamentale de l’Université d’État de Moscou M.V.Lomonossov ;
- La Société de gestion de l’incubateur de business biotechnologie de l’Université d’État de Moscou M.V. Lomonossov.

Le bloc de recherche scientifique et de formation :
- L’Institut de l’énergie nucléaire de la ville d’Obninsk – la filiale de FGAOOu VPO « L’Université nationale de recherche scientifique nucléaire « MIFI » à la faculté de médecine ;
- FGBOOu VPO « L’Université d’État de Kalouga K.E. Tziolkovsky » ;
- La filiale de GNTz RF – L’Institut de recherche scientifique de physique et de chimie L.Ya.Karpov ;
- FGBOu « Le Centre médical scientifique de radiologie » du Ministère de la santé publique de la fédération de Russie ;
- FGOuP GNTz RF « L’Institut de physique et d’énergie A.I. Leypunsky ».

 Le bloc d’innovation :
- Centre de formation pratique à la base de l’Institut de l’énergie nucléaire de la ville d’Obninsk – la filiale de FGAOOu VPO «L’Université nationale de recherche scientifique nucléaire «MIFI»;
- Centre d’innovation à la base de FGBOOu VPO «L’Université d’État de Kalouga K.E. Tziolkovsky»;
- La filiale de GNTz RF – L’Institut de recherche scientifique de physique et de chimie L.Ya.Karpov;
- FGBOu « Le Centre médical scientifique de radiologie » du Ministère de la santé publique de la fédération de Russie;
- FGOuP GNTz RF « L’Institut de physique et d’énergie A.I. Leypunsky » ;
- Centre de recherche scientifique et de formation à la base de l’Alliance des Compétences « Le parc des molécules actifs » ;
- Collège médical de base de l’oblast de Kalouga.
- Le Centre de formation du personnel pour les usines pharmaceutiques. Le but du projet est de fournir aux producteurs pharmaceutiques de la région le personnel qualifié pour le travail sur les usines modernes en conformité avec les normes GMP. La formation sera réalisée selon le modèle « duel » allemand des études professionnelles, adapté à l’environnement russe.

859 personnes font leurs études dans l’intérêt des participants au cluster à la base des facultés de médecine, chaire de chimie pharmaceutique et chimie radio-pharmaceutique, chimie générale et spéciale, de médecine radio-nucléaire, biologie, science des matériaux, physique nucléaire, écologie (janvier 2016).
31 nouveaux projets sont dans le portefeuille des sociétés pharmaceutiques de Kalouga pour le début de 2016. Plus de 15 produits sont déjà au stade des essais pré-cliniques et cliniques. Dans 3 ans les sociétés du cluster pharmaceutique vont mettre au marché Russe deux ou trois produits pharmaceutique nouveaux.

### Transport

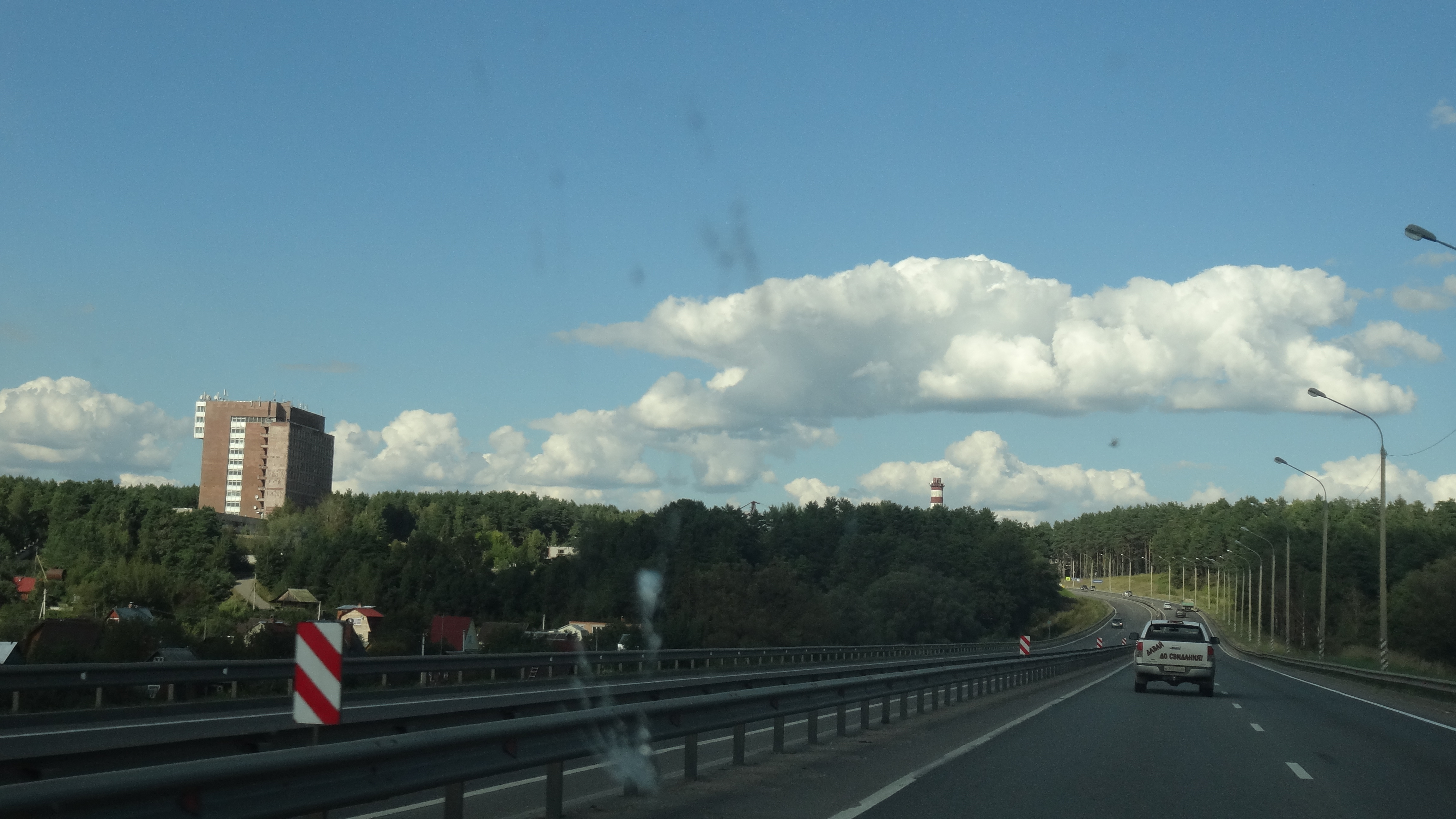
La M3 dans le raïon de Joukov.

Les principales routes de l'oblast sont la route fédérale A-130, reliant Moscou via Obninsk à Roslavl et le raïon de Klimavitchy en Biélorussie. Mais le principal axe reste la route Fédérale M-3, en partie à caractère autoroutier, reliant Moscou via Obninsk et Kalouga à Briansk et l'oblast de Soumy en Ukraine. Sinon, la route fédérale R-132 traverse l'oblast d'ouest en est, de Viazma via Kalouga à Toula. En plus de ces principales routes, il faut noter la présence d'un périphérique à Kalouga.

#### Entreprises
La modernisation de l’infrastructure logistique, la création de nouveaux centres, terminaux, la rénovation des routes c’est unie direction prioritaire pour le gouvernement de l’oblast de Kalouga. La région détient un nombre d’avantages pour le développement fructueux du cluster de transportation et de logistique. Avant tout, c’est l’avantage géographique: la région est proche de Moscou et ayant un potentiel de transit considérable a toutes les chances de devenir un centre logistique clé de tout le district fédéral central. Deuxièmement ce sont des partenaires crédibles: la région coopère avec des opérateurs logistiques majeurs: GEFCO, Green Logistics, Rhenus Logistics, Transcontainer etc. Troisièmement, c’est la stratégie claire et nette de développement futur du cluster. Terminaux logistiques multimodales, terminaux douaniers, de stockage sont en voie de construction; l’infrastructure routière, ferroviaire, d’aéroports est en plein développement, i.e. toute l’infrastructure nécessaire pour le processus continue va être en place pour assurer un processus continue depuis la livraison des matières premières jusqu’à la fourniture des produits finis aux clients.
Rosva Freight Village a été créé afin d’optimiser des opérations logistiques des résidents des parcs industriels de l’oblast de Kalouga («Grabtsevo», «Rosva», «Kalouga-Youg»). Aujourd’hui Rosva FV est devenu un des piliers du réseau de distribution pour tout le territoire du district fédéral central.
Terminal routier d’une superficie totale de 5 hectares est approvisionné avec de l’équipement de levage spécialisé, l’équipement de pesage, système de contrôle de radioactivité et le complexe radiographique d’inspection. Le territoire du terminal est divisé en 2 zones: poste douanier de la douane de Kalouga, poste d’accise de la Douane Centrale d’’accise.
Terminal conteneurs d’une superficie totale de 3 hectares comprend un dépôt de marchandises (6 voies ferrées spécialisées avec distance totale de plus de 10 km), site des conteneurs, douane, routes d’accès etc. La capacité du terminal — jusqu’à 150,000 TEU par an (Kalmar reachstackers).

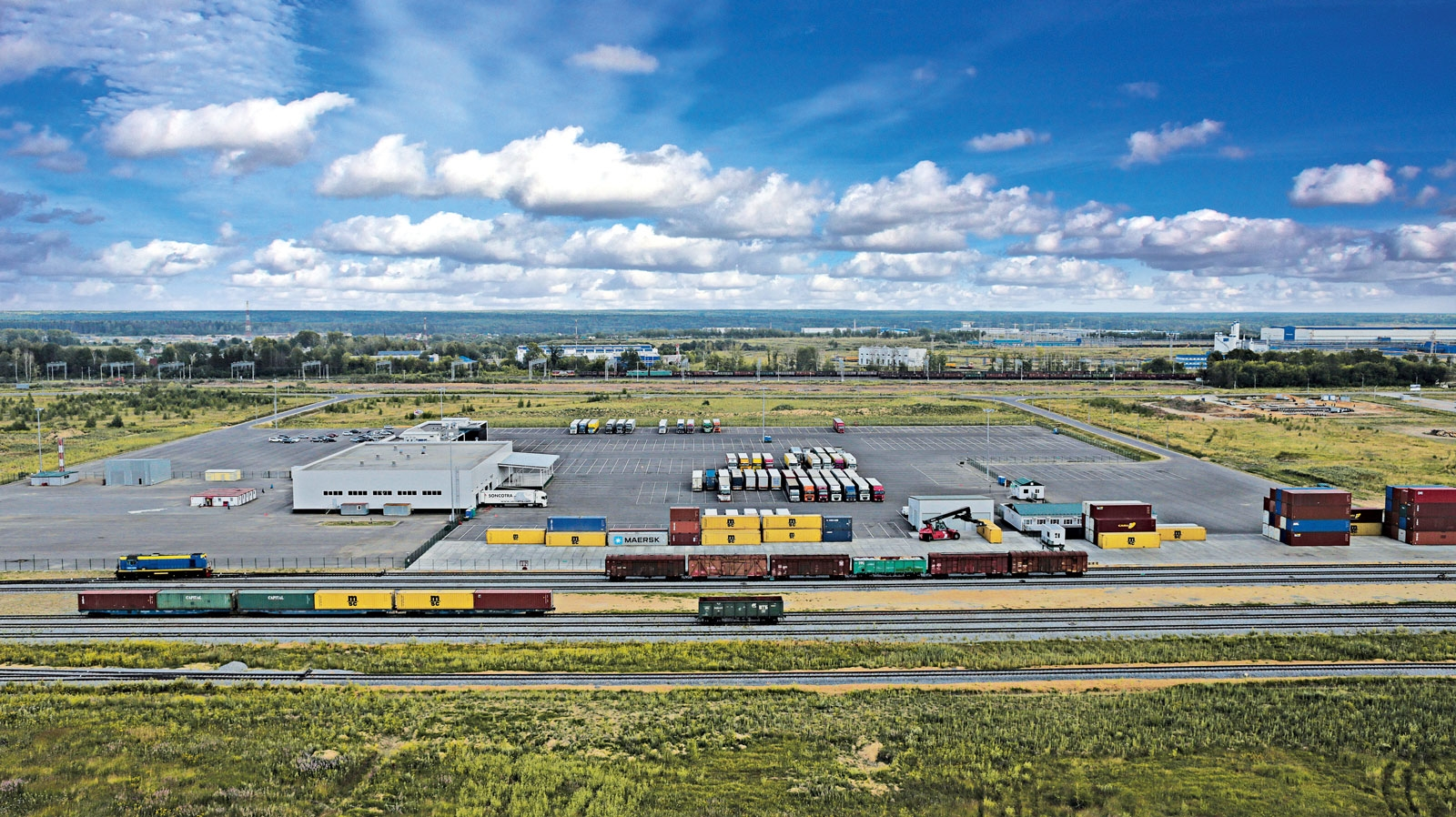
Vorsino Freight Village

Vorsino Freight Village est situé au nord de l’oblast de Kalouga, à 70 km de la Route Circulaire de Moscou, à 90 km de Kalouga, à proximité immédiate de la Route Fédérale M-3 Ukraine et le chemin de fer Moscou-Kiev. Vorsino FV est incluse dans le schéma directeur de développement du nœud ferroviaire de Moscou et dans le Programme de développement du nœud de transportation de Moscou. Vorsino FV est reconnue en tant qu'une installation logistique stratégique importante au niveau du gouvernement de la fédération de Russie. La surface totale de la FV est 450 hectares. La distance totale des voies d’accès - 838,19 m, des voies ferroviaires est de 9,193 m. La capacité du terminal conteneurs, première étape —  300, 000 TEU par an, à accroitre jusqu’à 1, 500, 000 TEU par an dans l’avenir. Le volume des investissements est de 1,2 milliard d'euros, à inclure 250 millions d'euros pour des investissements dans la construction du parc logistique.
Depuis janvier 2016 Vorsino FV est devenu une partie intégrante du projet d’infrastructure « Route de la Soie Nouvelle ». Le transit de cargaison de la Cline Nord-Est et de la Corée de Sud est effectué via le port Daljan par la voie ferrée de la Cline Est et par la voie ferrée transsibérienne.
Avantages de la route:
- Augmentation d’export des marchandises Russe à l’Asie;
- Création d’un centre majeure de distribution;
- Expansion des productions déjà existantes et la création des productions nouvelles;
- Accès pour les sociétés asiatiques au marchés Russe et Européen.

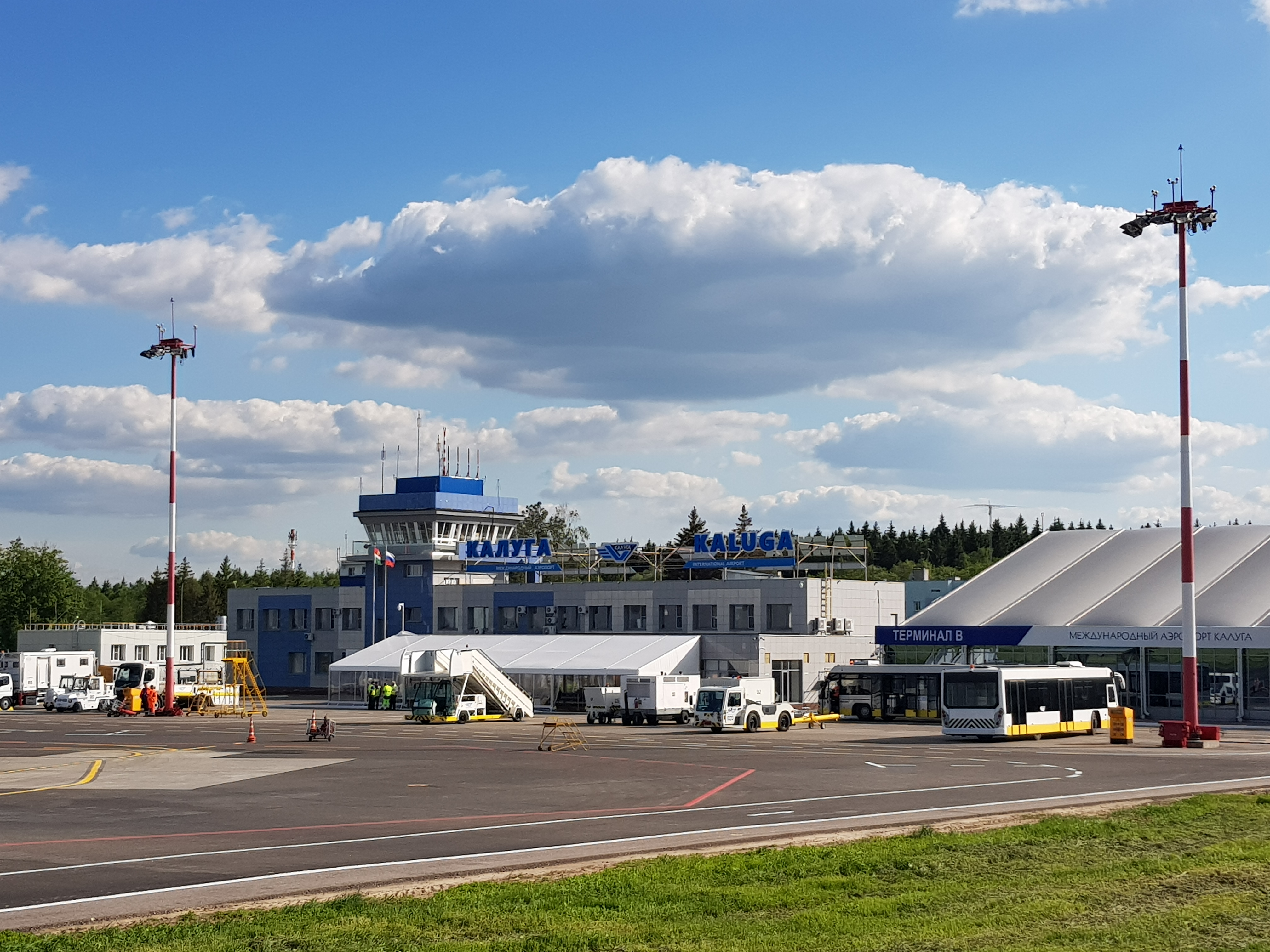
Aéroport International de Kalouga

Aéroport International de Kalouga est situé à proximité du parc industriel Grabtsevo. La Région de Kalouga représentée par le Ministère de Development Économique est l’actionnaire principal de l’aéroport qui détient 99,99 % des actions. La réalisation du projet d’investissements pour l’Aéroport International de Kalouga envisage des transformations globales. L’aire d’atterrissage sera complètement modernisée en 2014. Les travaux de modernisation, la prise des certificats pour des installations d’infrastructure seront mises au pont dans 2-3 ans.
Caractéristiques principales :
200 hectares – la surface de l’aéroport ;
2200 х 45 mètres – les dimensions de l’aire d’atterrissage ;
Statut – l’aéroport international ;
Poids au décollage – 2 catégorie;
Capacité – 100 passagers par heure ;
Flux des passagers anticipé – jusqu’à 500 000 passagers par an vers 2030 ;
Capable de servir des avions de différentes catégories, y compris A-319, Boeing-737 et leurs analogues (64 tonnes).
Aéroport Ermolino est situé à 95 km du centre de Moscou, à 60 km de l’aéroport international Vnoukovo, à 5 km de la Route Fédérale M-3 Ukraine, à 5–6 km de la station de chemin de fer la plus proche Balabanovo. Les forces du Ministère de l’Intérieur Russe sont les propriétaires de l’aéroport. L’approbation de l’Agence de Transport Aérien et du Ministère de Transport a été déjà obtenue pour organiser l’aéroport international civil Ermolino à la base de l’exploitation conjointe avec les forces du Ministère de l’Intérieur Russe.

### Construction
Parmi les régions du district fédéral central l’oblast de Kalouga est à la 4e place par la construction de logements par millier d’habitants de la région. En 2015 l’indicateur construction de 750,000 mètres carrés de logement établi par le Ministère de construction et de logement a été accomplie et a montré un chiffre record de 795,000 mètres carrés. La ville de Kalouga est le leader avec 356,000 mètres carrés (actuel) et 264,000 mètres carrés (plan), ce qui donne 152 % à comparer au niveau de 2014. Parmi les édifices les plus importants – clinique régional des maladies d’infection à Kalouga, policlinique aux enfants à Balabanovo, aéroport de Kalouga, archive régional et le nombre des complexes sportifs.
La région est un des leaders par l’alimentation en gas dans la fédération de Russie. Le pourcentage des territoires complètement alimenté en gas est plus de 81 %, y compris 66 % pour les territoires ruraux. Plus que 1,7 milliard de Roubles sont prévus pour cette tâche, avec des investissements par Gazprom, budget régional et autres sources. Plus que 432 km de lignes de gas ont été installés. 34 locations rurales ont été alimentées par le gaz, leur population est de 3 500 habitants.

### Secteur d’énergie
En 2015, les investissements des sociétés dans le secteur d’énergie s'élevaient à plus que 2,5 milliards de roubles. Plus de 8 000 branchements technologiques au réseau ont été effectués, y compris plus que 5 500 pour les entités privilégiées. Conformément au programme « Économie d’énergie et l’efficacité énergétique de l’oblast de Kalouga », trois installations de chaudière ont été modernisées aux dépens du budget dans les districts de Peremyshl, Ulyanovsky et à Maloyaroslavets, 27 installations de chaudière ont été mises à neuf. 1 200 appartements ont été commutés à l’alimentation chauffage individuel. La centrale nucléaire d’Obninsk, bâtie en 1954, la première dans le monde entier, est située dans l’oblast de Kalouga.

### Agriculture

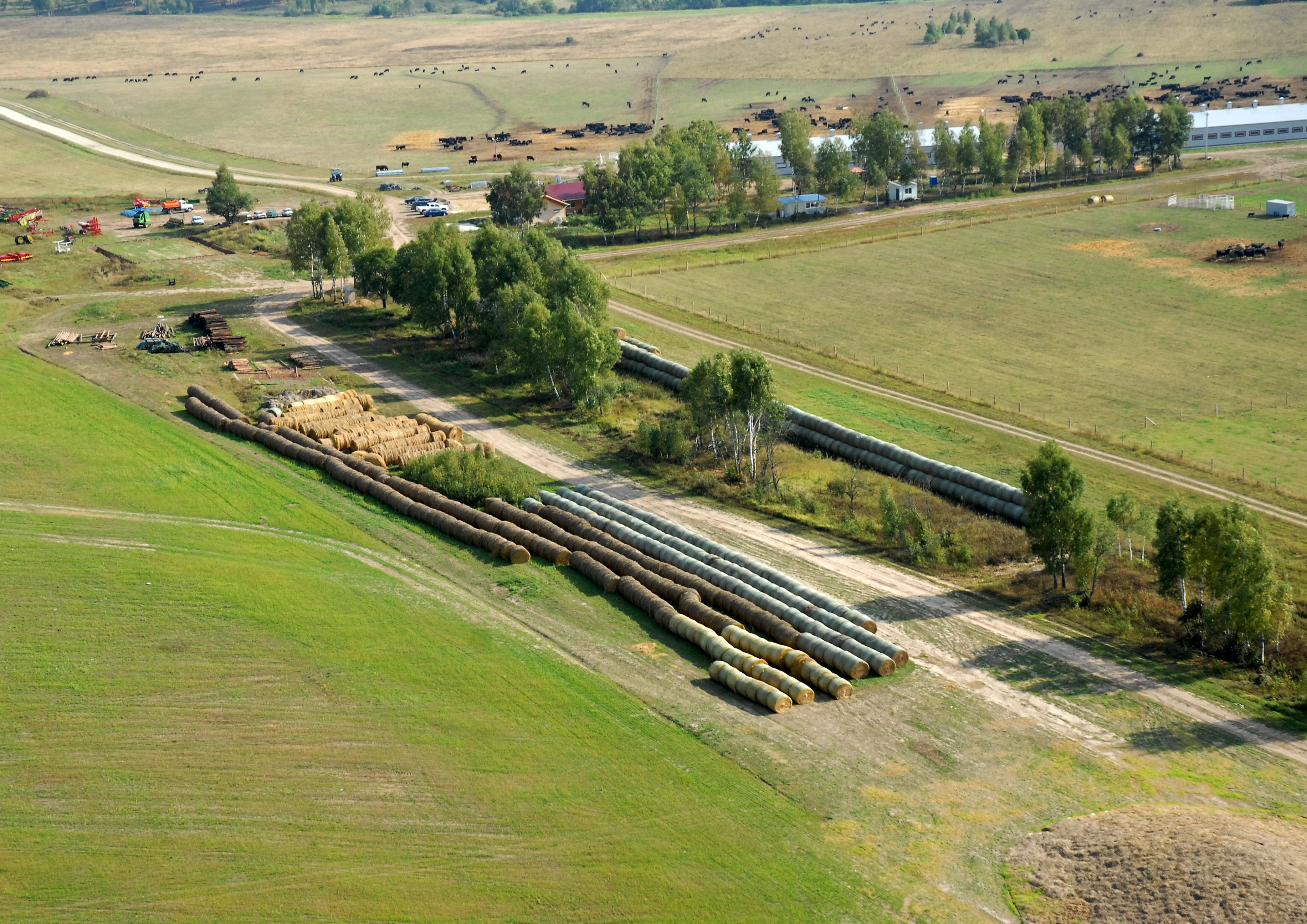
ferme dans la région de Kalouga

L’agriculture a un rôle particulier dans l’économie de la région. Le taux des produits agricoles dans le produit brut régional est plus de 8,1 %. Le nombre de la population rurale est 242 600 ou 24 % du nombre total des habitants de la Région de Kalouga.
Volume total de la production agricole en 2012 représente 26,2 milliards de roubles. Des terres agricoles représentent 1 821 000 hectares, y compris des terres cultivées – 1 145 000 hectares, y compris 857,100 des terres arables.
Élevage
L’élevage est orienté pour la production de la viande et du lait. Des porcheries modernes approvisionnent le marché local avec de la viande réfrigérée et des semi-produits. Parmi eux, il faut citer la joint-venture russo-thaïlandaise Charoen Pokphand Foods SARL, (District Dzerzhinski), la ferme Kharchevnikov SARL, (District Ulyanovski), la ferme Tonoyan SARL, (District Babyninski). Le nombre total du secteur élevage a été 132,400 pour le 1er janvier 2013, y compris le cheptel bovin – 57 400, le cheptel porcin – 74 100, la volaille – 3 800 000. 
234,000 tonnes de lait ont été produits en 2012. La production moyenne de lait par vache a été de 4, 700 kg. Selon la production de lait par jour, la région de Kalouga était à la 8e place parmi 17 régions de la Russie Centrale. Le système de la production de lait robotisée est mise en place par Alyeshinskoye SARL (District Meshchovski), Bebelevo SARL (District Ferzikovski), et Lespoir SARL (District Sukhinichski). 
La production de volaille est aussi bien développée. Poulaillers industriels Kaloujskaïa S.A., Radon SARL (District Dzerzhinski), Belousovo SARL (District Zhukovski) montrent des meilleurs résultats. Samson-Ferme SARL (District Medynski) est spécialisée dans l’élevage de pintades.
Production végétale
La part de la production végétale dans la production agricole représente 10,2 %. La production des céréales, des légumes et des pommes de terre est prioritaire. La production totale en 2013 a été 165,700 tonnes de céréales (poids net traité). Le rendement des céréales a été 21,5 quintaux par hectare. Les producteurs les plus importants des céréales sont : Coopérative Agricole Lenin (District Zhukovski), SKhA Moscow (Coopérative Agricole) (District Borovski), Tsvetkov Plemzavod S.A. (District Maloiaroslavetski), Coopérative Agricole Mayak (District Peremyshlski), et Agroresurs SARL (District Sukhinichski). Le plus grand rendement (10,764 tonnes) a été atteint par Mosmedynagroprom S.A. (District Medynski). 
La production de pommes de terre en 2013 a été 335 400 tonnes, légumes plein champ – 98 000 tonnes, légumes en serre – 6 600 tonnes.
Le rendement des pommes de terre est de 144,0 quintaux par hectare, des légumes en serre est de 178,0 quintaux par hectare. Les producteurs les plus importants des pommes de terre sont : Aurora SARL (District Babyninski), Slavianski Kartofel SARL (District Duminichski), Ordzhonikidze Kolkhoz S.A. (District Kozelski), Rodina FSUAE (District Maloiaroslavetski), Marx Coopérative Agricole et Rus Coopérative Agricole (District Kvastovichski), Mayak Coopérative Agricole et Kaluzhskaia Niva SARL (District Peremyshlski). Les leaders dans la production des légumes en serre sont : Teplichni S.A. (Kalouga), Obninski Teplichni Kombinat SARL, Maloiaroslavetski Teplichni Kombinat SARL Plodoovoshchnoie Khozyastvo-Monastyrskoie Podvorie SARL approvisionne la ville de Kalouga avec des légumes plein champ.
Complexe agro-industriel
Complexe agro-industriel de la Région de Kalouga est représenté par 332 entités exerçant des activités agricoles, 45 grands et moyens entreprises de l’industrie alimentaire et de transformation, 2248 coopératives agricoles, 117,800 des potagers. 
Le volume total des investissements de grandes et moyennes entreprises de l’industrie alimentaire et de transformation en 2012 représente 283 millions de roubles.
Infrastructure et logistique agroalimentaire
Ce secteur est représenté par des projets prometteurs suivants :
- K-Agro – le parc agro-industriel orienté pour la transformation des produits agricoles locales ;
- Detchino – le centre agro-technologique, où 5 grands entreprises européennes agricoles sont situées - Grimme, lemken, Big Dutchman, Wolf System, et un Holding Russo-Allemand Econiva ;
- SME parc – le parc pour les petites et moyennes entreprises créé en tant que centre de distribution et de stockage des produits agricoles.

Subvention agricole
Le soutien aux producteurs agricoles est effectué dans le cadre des programmes d’État. 
Le Centre de développement agro-industriel de la Région de Kalouga accorde des services gratuits de consultation aux producteurs agricoles. 
Le volume total des subventions agricoles pour le 01.10.2013 a été 339,2 millions de roubles, y compris 136,9 millions de roubles du budget fédéral et 202,3 millions de roubles du budget régional.

## Personnalités
- Tatiana Chevtsova, femme politique, militaire et économiste russe.